# Neoempheria basalis
Neoempheria basalis är en tvåvingeart som först beskrevs av Enrico Adelelmo Brunetti 1912.  Neoempheria basalis ingår i släktet Neoempheria och familjen svampmyggor. Inga underarter finns listade i Catalogue of Life.